# Lucas Alamán
 Lucas Ignacio José Joaquín Pedro de Alcántara Juan Bautista Francisco de Paula Alamán y Escalada (Guanajuato, Guanajuato; 18 de octubre de 1792-Ciudad de México, 2 de junio de 1853), conocido como Lucas Alamán, fue un empresario,  naturalista, historiador, escritor y político mexicano que se desempeñó como miembro del triunvirato de México junto con Pedro Vélez y Luis Quintanar del 23 al 31 de diciembre de 1829. 
También se desempeñó como secretario de Estado y del Despacho de Relaciones Exteriores e Interiores en los gobiernos del Supremo Poder Ejecutivo, Guadalupe Victoria y Anastasio Bustamante.

## Primeros años de vida y educación
Alamán formó parte de una prestigiosa y adinerada familia española. Sus padres fueron Juan Vicente Alamán y María Ignacia de Escalada y Madroñero, descendiente de los marqueses de San Clemente.
Estudió en el Real Seminario de Minería de la Nueva España, donde destacó en disciplinas como mineralogía, física, química y botánica. Viajó con frecuencia por varios y diferentes países participando como científico y diplomático, convirtiéndose en uno de los hombres con mejor educación en el virreinato. Salió de Veracruz en enero de 1814 llegando a Cádiz, en el Reino de España, para después tratar con personas de peso político de su tiempo como el dominico Servando Teresa de Mier. Las relaciones que había establecido en el extranjero le permitieron ser un hombre culto y crítico de su realidad novohispana. De igual forma las relaciones le abrieron espacios en puestos públicos de gran importancia.
La juventud de Lucas Alamán tiene también un hecho histórico que lo marcó para definir en su vida futura sus ideales. En 1810 las tropas insurgentes de Miguel Hidalgo lograron llegar a Guanajuato para atacar la Alhóndiga de Granaditas donde se resguardaban las familias adineradas. Los disturbios estaban cerca de su casa, misma que no fue atacada por órdenes de Miguel Hidalgo, siendo testigo del saqueo y elevada violencia de algunos miembros del ejército insurgente.

## Vida como político
En 1821, antes de la consumación de la independencia de México, Alamán fue diputado ante las cortes del Trienio Liberal (el parlamento nacional español) con la representación de la provincia de Nueva Galicia (actualmente: Jalisco, San Luis Potosí, Nayarit, Sonora, Sinaloa, entre otros estados) en la Nueva España. Para llevar a cabo este cargo, tuvo que viajar a la península ibérica. El tiempo que estuvo allá, escribió uno de los más importantes textos de su carrera: Ensayo sobre la decadencia de la minería en la Nueva España. Esto provocó que se dieran algunos decretos que beneficiaran en el aspecto minero al país por la Junta Provisional Gubernativa.
También propuso que la Corona española para crecer debía constituirse como imperio, permitiendo que príncipes de linaje español tomaran el trono en México, Perú y la Nueva Granada. Esta fue una de las razones por las cuales se le propuso un lugar en la corte pero él no lo aceptó. Viajó a París, después a Londres, y allí fundó la Compañía Unida de Minas, que inició una explotación en Durango, en el Cerro del Mercado.
Después de la independencia de la Nueva España, Alamán regresó a México y se convirtió en uno de los políticos más influyentes en el naciente país. Fue cofundador y miembro permanente del Partido Conservador Mexicano, que apoyó la organización centralista de México. Se dijo que había sido uno de los organizadores del asesinato del héroe de la independencia Vicente Guerrero, pero fue llevado a juicio y se comprobó que se le acusaba injustamente, por lo que quedó libre.
En la junta que gobernó México tras la caída del Emperador Agustín de Iturbide, Alamán tuvo de 1823 a 1825 el puesto de ministro del Interior y de Relaciones Exteriores. Fue miembro de la junta que gobernó brevemente en 1829, después de que se ejecutara el Plan de Jalapa, el cual tenía como objetivo la instalación de Anastasio Bustamante como presidente. Después de lo que se vio como el desastre del despojo de Texas en 1836, Alamán se retiró en gran medida de la política, aunque siguió promoviendo los intereses del país como director de la Junta de Fomento de la Industria (Dirección de la Promoción de la Industria) desde 1839 hasta su muerte.
En la década de 1840 se dedicó principalmente a escribir la historia de México desde la perspectiva de un conservador. Sus principales obras fueron Disertaciones sobre la Historia de la República Mejicana en tres volúmenes, escritos y publicados de 1844 a 1849, y sus cinco volúmenes de Historia de Méjico, desde los primeros movimientos que prepararon la independencia en el año de 1808 hasta la época presente, entendiendo por época presente la etapa en la que vivió el autor, quien publicó dichos volúmenes en México de 1849 a 1852. Esta historia fue una de las grandes producciones intelectuales del Partido Conservador de México del siglo XIX que, junto a las obras de Carlos Pereyra, ya en el siglo XX, es una de las pocas historias escritas por autores mexicanos que consideran la presencia española en el país de manera favorable.

## Otros trabajos y muerte
Era el señor Alamán de cuerpo regular, cabeza hermosa, completamente cana, despejada frente, roma nariz, boca recogida, y como de labios forrados, con dentadura blanquísima, fina, cutis fino, y rojo el color de las mejillas.
Prieto Pradillo, G. (1985). Memorias de mis tiempos. Colección "Sepan cuantos..." núm. 481. México: Porrúa. ISBN 968-452-099-9

Aunque en el ámbito político Alamán fue un conservador a ultranza, en los ámbitos industrial y económico, en cambio, se comportó como un auténtico progresista, desarrollando en tales ámbitos una amplia actividad. Después de un largo tiempo presentó lo siguiente: 
Uno de sus aportes representativos fue el conocido “Pacto de Familia”, un proyecto de integración cuyo fin era fortalecer la posición de la región en el mundo. El objetivo era reavivar la solidaridad continental, y promover una nueva asamblea hispanoamericana como espacio fundamental para alcanzar acuerdos, Lucas Alamán envió dos plenipotenciarios —Manuel Díez de Bonilla y Juan de Dios Cañedo— a Centro y Sudamérica. El “Pacto de familia”, fue la esencia de una ambiciosa propuesta regional que suponía la conversión de México en la “Metrópoli de toda la América”. Su intención consistía en enviar plenipotenciarios a los países del sur para invitarlos a participar en la conformación de un sistema hispanoamericano que les permitiera hacer frente a problemas comunes, que incrementara el peso del conjunto de países en la escena internacional y que estrechara sus vínculos en forma permanente a través de la cooperación.
Fundó varios periódicos, entre los que estuvieron El Tiempo y El Universal, órganos que sirvieron para la formación de una ideología conservadora en México y que aparecieron justamente en el momento en que Alamán componía su Historia de Méjico (el nombre del país: México, se escribía así en aquellos años). También escribió el texto Semblanzas e ideario.
Entre sus acciones más importantes se encuentran la creación en la Ciudad de México, a partir del Gabinete de Historia Natural, del «Museo Nacional Mexicano» (hoy en día desde hace ya tiempo escindido en dos museos separados: el Museo de Historia Natural y el Museo Nacional de Antropología) y la fundación del Archivo General de la Nación. Este último ha sido muy importante para el aprendizaje de los acontecimientos históricos en México y la comprensión de los procesos políticos de la República mexicana. También fundó y dirigió una empresa minera, estableció la primera fundición independiente en México en 1825, administró los bienes de los descendientes de Hernán Cortés, y se desempeñó como gobernador de la Ciudad de México en 1849.
Alamán envío al Congreso un nuevo proyecto que contemplaba la creación de un banco diseñado especialmente para fomentar la industria nacional: el Banco de Avío. Las operaciones del Banco de Avío ofrecerían préstamos a compañías o particulares a un interés razonable. Él estaba convencido de la necesidad de construir una industria nacional como una vía necesaria para consolidar la independencia y caminar por el rumbo del progreso.
El fortalecimiento industrial para Lucas Alamán se vinculaba estrechamente con su idea de la soberanía nacional. Lamentablemente el fracaso del Banco de Avío se explica por diversas razones, entre las que destacan la falta de experiencia de sus directores y la situación precaria de la Hacienda Pública.
Volvió al servicio público nacional en 1851, cuando Santa Anna lo nombró por última vez para el cargo de secretario de Relaciones Exteriores, en el cual realizó su trabajo hasta el día de su muerte (a causa de neumonía), el 2 de junio de 1853.

## Eponimia
Género
- (Orchidaceae) Alamania La Llave & Lex.[4]

Especies
- (Asteraceae) Perezia alamani var. adnata Bacig.[5]
- (Euphorbiaceae) Jatropha alamanii Müll.Arg.[6]
- (Rhamnaceae) Colubrina alamanii G.Don[7]